# اوئتس
اوئتس (به آلمانی: Oetz) یک منطقهٔ مسکونی در اتریش است که در ناحیه ایمست واقع شده‌است. اوئتس ۲۹٫۲ کیلومتر مربع مساحت دارد ۸۱۲ متر بالاتر از سطح دریا واقع شده‌است.